# Luigi Cremona
Pour les articles homonymes, voir Cremona.
Luigi Cremona, (Pavie, 7 décembre 1830 - Rome, 10 juin 1903 ), est un mathématicien et homme politique italien.
Sa réputation est bâtie principalement sur son Introduzione ad una teoria geometrica delle curve piane (Introduction d'une théorie géométrique des courbes planes) qui a enrichi notablement la connaissance des courbes algébriques et des surfaces algébriques. Il a également donné son nom à l'épure de Cremona utilisée en statique graphique pour déterminer les efforts dans une structure triangulée. Parmi ses nombreux élèves figurent Eugenio Bertini, Giuseppe Veronese, Giovanni Battista Guccia.
Franc-maçon, en 1866 il est parmi les fondateurs de la loge Felsinea de Bologne, dont il a été le premier vénérable maître, avec Giosuè Carducci comme secrétaire.

## Biographie
Luigi Cremona, dernier né de quatre enfants, naît à Pavie dans une famille juive, du mariage en secondes noces de Gaudenzio Cremona (issu d'une famille autrefois aisée de Novare), et de Thérèse Andreoli, veuve qui occupait un emploi modeste auprès du consulat autrichien de Pavie. De ses autres frères, Pietro et Francesca moururent prématurément ; quant au dernier, Tranquillo Cremona, peintre de l'école milanaise de la Scapigliatura, il fut réputé en son temps pour son originalité.
Même si ces frères et sœur, que leur père Gaudenzio avait eus du premier mariage avec Catherine Carnevali, désapprouvaient le remariage, ils exercèrent un rôle significatif sur la vie de Luigi ; lorsque Thérèse se trouva derechef veuve en 1841 avec quatre enfants à charge, Giuseppe l'accueillit dans sa maison de vacances de Groppello, où Luigi y fit connaissance avec la famille Cairoli à laquelle il resta lié toute sa vie. Il appréciait en particulier Benedetto Cairoli, qu'il estimait autant pour ses qualités morales que pour son courage et l'ardeur qu’il mit à combattre pour la liberté de l'Italie.

### Défense de Venise
La première guerre d'indépendance italienne éclata au mois de mars 1848 ; Cremona, épris d'une haute conscience nationale et d'un profond amour de sa patrie, probablement nourri de son amitié avec Benedetto Cairoli, quitta « sans grand remord » (comme il l'écrivit lui-même) la maison maternelle âgé d'à peine 17 ans, pour combattre. Le 12 avril 1848, il rallia un groupe d'étudiants napolitains volontaires qui s'étaient réunis à Pavie et le 18 avril, sous le commandement de deux officiers, Carraro et Mauro nommés par le gouvernement provisoire de Milan, ils partirent combattre pour défendre la république de Venise. Cremona se trouva d'abord affecté à Nervesa, aux avant-postes au bord du Piave, puis à la défense de Trévise où il fut promu successivement caporal, puis sergent sur le champ de bataille pour son courage et sa vivacité. Trévise tomba finalement aux mains des Autrichiens, mais les partisans napolitains avaient sauvé l’honneur de l'armée : ils repartirent pour Bologne où ils furent intégrés au second bataillon « Italia Libera », et, après la capitulation de Milan, prirent part à la difficile défense de Venise, la république de Saint-Marc ayant décidé de résister jusqu'au bout.
Cremona participa à la sortie de Mestre, subit le bombardement de Marghera, défendit le fort Brondolo à Chioggia, puis se trouva de nouveau sur la Brenta à défendre Ca' Naccari, où il participa au combat des Conche et à la prise des réduits ennemis. Cremona fut distingué par le capitaine Mauro « pour son courage, son intelligence, son honnêteté et son sens de la discipline, modèle de vertu militaire et citoyenne. » Il resta à Brondolo jusqu'à la chute de Venise, pressée par la famine et les épidémies.
Après des dizaines de mois de combat, Luigi dut rentrer chez sa mère avec le triste constat que tant d'efforts n'avaient servi à rien et que l'Italie se trouvait de nouveau sous occupation étrangère.
Cette expérience a laissé par divers aspects une trace indélébile dans la vie de Cremona, y compris sur son caractère. C'est d'une certaine façon grâce à elle qu'il put faire la connaissance d’Elisa, sœur de son compagnon d'armes Nicola Ferrari, tué par une grenade autrichienne. Élisa devint sa femme en 1854. De cette union naquirent trois enfants : Vittorio, Elena et Itala Cremona.
Entre-temps, alors que Cremona revenait du front, il apprit en 1849, non loin de sa maison, la terrible nouvelle que sa mère était morte depuis quelques mois. Il fut pris presque au même moment d'une crise de typhus ; il en réchappa, puis, à force de courage et de ténacité, termina ses humanités et s'inscrivit aux cursus de génie civil de l'université de Pavie où il eut pour maîtres des mathématiciens aussi réputés qu’Antonio Bordoni et Francesco Brioschi.

### Carrière universitaire
Il obtint en 1853 le titre de docteur en génie civil et architecture, avec les félicitations du jury. Il exerça de suite dans cette même université comme répétiteur de mathématiques appliquées jusqu'en 1856 quand, avec l'intention de se consacrer à l’enseignement secondaire, il passa les épreuves de mathématiques et physique requises et fut nommé professeur suppléant au lycée de Pavie.
Deux années plus tard, on lui proposait un poste de professeur titulaire au lycée de Crémone où il dispensa les cours de spécialité : arithmétique et algèbre, géométrie plane, géométrie dans l'espace et trigonométrie. Il y fut apprécié pour la clarté, la rigueur et l'efficacité de ses méthodes didactiques.
En 1858, il fut affecté au Lycée San Alessandro (aujourd'hui Lycée Beccaria) de Milan où commençait à se constituer un réseau de chercheurs de niveau international. C'est ainsi que, sur proposition de Francesco Brioschi et d'Angelo Genocchi, Cremona fut appelé en 1860 à occuper la chaire de Géométrie supérieure de Bologne, créée spécialement pour lui par le Ministre de l'Instruction Publique, Terenzio Mamiani.
Mais l'activité de Cremona à Bologne prit fin lorsqu'en 1867 Francesco Brioschi, conscient qu'il était la personne la plus compétente pour enseigner les nouvelles techniques de calcul graphique devenues, grâce à la synthèse magistrale de Culmann, l'outil indispensable des futurs ingénieurs, le nomma professeur de statique graphique à l'École polytechnique de Milan, dont Brioschi était le directeur. Cremona s'y détourna peu à peu de sa passion pour la géométrie pure, et s'occupa de questions de mathématiques appliquées.
Luigi Cremona est devenu membre étranger de la Royal Society le 3 avril 1879.
Un cratère lunaire porte son nom.

## Œuvre mathématique
Luigi Cremona publie son premier article en 1855 , dans les Annali di scienze matematiche e fisiche : il est intitulé « sur les tangentes conjuguées dans la sphère. » L'auteur y traite d'une question de géométrie différentielle suggérée par une remarque de Bordoni qui étendait la théorie classique de Dupin aux tangentes conjuguées.
Suivirent en 1858 deux articles intitulés « Sur les lignes à double courbure » et « Théorèmes sur les lignes à double courbure » (appelées plus tard « courbes gauches » ; il consacrera à ce sujet de nombreux autres traités, le dernier en 1879) où il retrouve en les démontrant des théorèmes que Chasles avait n'avait qu'énoncés dans son Aperçu historique.
Cremona fit suivre ces écrits de recherches originales sur les coniques inscrites à une surface développable du 4º degré et de 3ª classe généralisant, en trois dimensions, les théorèmes de Jakob Steiner et de Trudi sur les coniques inscrites dans un quadrilatère.
Cette même année, il publie des recherches sur les quadriques homofocales de Lamé, sur les coniques et quadriques conjuguées où la démonstration se fonde encore sur la géométrie analytique, et où il applique les techniques les plus récentes comme celle des coordonnées homogènes. Il contribue régulièrement aux Nouvelles annales de mathématiques de 1857 à 1860.